# Papier ULWC
Papier ULWC (ang. Ultra Light Weight Coated) – papier powlekany o gramaturze 39–48 g/m², stosowany do druku offsetowego zwojowego i druku wklęsłego zwojowego.
Papiery ULWC są obustronnie powlekane, a podłoże ma taki sam skład, jak podłoże papierów LWC (zawartość bielonej masy drzewnej wynosi do 70%). Powłoki pigmentowe mają bardzo niską gramaturę, tj. 4–7 g/m² na stronę (odmiana ULWC O ma wyższą gramaturę powłoki niż odmiana ULWC R). 
Papiery te cechują się białością ISO 69%.
W Europie wykorzystywane są m.in. do drukowania katalogów techniką rotograwiury, w Stanach Zjednoczonych natomiast do drukowania czasopism techniką offsetu zwojowego.